# رافائل کوچور
رافائل کوچور (لهستانی: Rafał Koczor؛ زادهٔ ۱۷ ژانویهٔ ۱۹۸۹) بازیکن فوتبال اهل آلمان است.
از باشگاه‌هایی که در آن بازی کرده‌است می‌توان به باشگاه فوتبال روت وایس اهلن، اشپورت فقاند زیگن، و باشگاه فوتبال کارل زایس ینا اشاره کرد.